# Парцелянці (Свентокшиське воєводство)
Парцелянці (пол. Parcelanci) — село в Польщі, у гміні Бодзентин Келецького повіту Свентокшиського воєводства.
У 1975-1998 роках село належало до Келецького воєводства.